# SINCGARS

Ein typisches SINCGARS-Funksystem

Das Single Channel Ground and Airborne Radio System (SINCGARS) bezeichnet eine Familie von militärischen Funkgeräten des mobilen Landfunkdienstes, die besonders häufig innerhalb der NATO-Streitkräfte Verwendung finden.

## Beschreibung
Der SINCGARS-Standard wurde nach dem Vietnamkrieg in den 1980er Jahren entwickelt, um Truppenteilen auch unter Einfluss elektronischer Gegenmaßnahmen durch den Feind weiterhin Kommunikationsdienste anbieten zu können. Außerdem sollte das Abhören der Verbindung möglichst effektiv verhindert werden. Dies wird zum einen durch Frequency Hopping Spread Spectrum (FHSS) und zum anderen durch Verschlüsselung erreicht. SINCGARS-Funkgeräte sind modular aufgebaut und weisen die unterschiedlichsten Abmessungen und Fähigkeiten auf. Lediglich folgende Spezifikationen sind verbindlich für jedes Gerät:
- Frequenzband: 30–87,975 MHz (UKW)
- Kanal-Bandbreite: 25 kHz
- Frequenzsprünge: 100 pro Sekunde

Diese relativ freien Grenzen haben zu einer großen Variantenvielfalt geführt, die von leichten Systemen für den Soldaten zu Fuß, bis hin zu großen und leistungsfähigen Geräten für den Einsatz in Fahr- und Flugzeugen. Neben den üblichen Funksprüchen beherrschen alle aktuellen Systeme auch Funktionen zur digitalen Datenübertragung, die Datenrate bewegt sich meist im Kilobit-Bereich. Die Codes für das Verschlüsselungsmodul können bei den meisten Geräten entweder mittels einer Schlüsselkarte oder über einen Ziffernblock eingegeben werden. Es wurden insgesamt über eine halbe Million Geräte gebaut, so dass die Verbreitung besonders bei den NATO-Streitkräften sehr hoch ist und so die Kommunikation zwischen den einzelnen Kräften der Mitgliedsstaaten erleichtert.